# Hubertus Seibert
Hubertus Seibert (* 18. September 1954 in Koblenz) ist ein deutscher Historiker für mittelalterliche Geschichte.

## Leben
Hubertus Seibert legte 1973 in Oberlahnstein das Abitur ab und studierte anschließend die Fächer Geschichte, Rechtswissenschaft, Germanistik und Romanistik an den Universitäten Mainz, in Dijon, Regensburg und Wien. In Neuester Geschichte war Eberhard Kessel sein akademischer Lehrer. Der Mediävist Alfons Becker förderte Seibert und weckte sein Interesse für die hochmittelalterliche Kirchengeschichte.
In den Jahren 1983 bis 1994 war Seibert Assistent von Becker und Stefan Weinfurter am Historischen Seminar der Johannes-Gutenberg-Universität Mainz. 1990 wurde er bei Becker über das Thema Untersuchungen zu Abtserhebungen in den Herzogtümern Lothringen und Schwaben in der Salierzeit (1024–1125) promoviert. 1992 wurde die Arbeit mit dem Diether-von-Isenburg-Preis für die beste Nachwuchsarbeit im Bereich Mittlere und Neuere Geschichte an der Johannes Gutenberg-Universität Mainz der Jahre 1991/92 ausgezeichnet. Ab 1994 war Seibert wissenschaftlicher Mitarbeiter im Bereich Mittelalterliche Geschichte der Universität München. Von 1999 bis 2001 war er Geschäftsführer des Historischen Seminars. Von 2000 bis 2021 war er an der Münchener Universität als Akademischer Oberrat tätig.

## Forschungsschwerpunkte
Seiberts Forschungsbereiche sind die Geschichte des Mönchtums und der mittelalterlichen Kirche, die Geschichte des Adels, das römisch-deutsche Reich im Mittelalter, die Geschichte Bayerns und Österreichs vom 10. bis 14. Jahrhundert, die rheinische Landesgeschichte vom 16. bis 20. Jahrhundert sowie die Vergleichende Landesgeschichte. Mit seiner Dissertation verfolgte er das Ziel „einer möglichst vollständigen Erfassung und Inhaltsanalyse der Quellenüberlieferung zur Abtsnachfolge in den lothringischen und schwäbischen Klöstern zwischen 1024 und 1125.“ Seibert hat Beiträge zum Lexikon für Theologie und Kirche, zur Neuen Deutsche Biographie und dem Lexikon des Mittelalters beigesteuert. Letzteres verzeichnet 26 Artikel von ihm, darunter diejenigen über das Erzbistum Köln, die Abtei Prüm, das Prümer Urbar sowie über die Reichstage und Synoden von Worms.
Gemeinsam mit Eva Schlotheuber veranstaltete Seibert 2007 in München die Tagung „Böhmen und das Deutsche Reich. Ideen- und Kulturtransfer im Vergleich (13.–16. Jahrhundert)“, an der rund 50 Wissenschaftler teilnahmen. Ihr Ziel war es, „die vielfach miteinander verflochtenen historisch-politischen und kulturellen Entwicklungen in Böhmen und im Deutschen Reich in Spätmittelalter und Früher Neuzeit aus vergleichender Perspektive in den Blick zu nehmen“. Die Beiträge wurden 2009 veröffentlicht.
Im Jahr 2014 gab Seibert einen Sammelband mit zwanzig Beiträgen von Teilnehmern einer Tagung des Arbeitskreises Stadtgeschichte München heraus. Sie hatte 2012 stattgefunden, um an das 700. Jubiläum der Krönung Ludwigs des Bayern zum römisch-deutschen König im Herbst 1314 zu erinnern. Angesichts wandelnder Vorstellungen von Reich, Verfassung und Gesellschaft soll nach der einleitenden Überlegung Seiberts „das spezifische, ja eigene Profil seiner Regierungszeit mit Hilfe neuer methodischer Zugänge“ bestimmt werden.

## Schriften (Auswahl)
Monografien
- Geschichte Europas im Mittelalter. Aufbruch in die Vielfalt. Schöningh, Paderborn 2019, ISBN 3-8252-5114-4.
- Abtserhebungen zwischen Rechtsnorm und Rechtswirklichkeit. Formen der Nachfolgeregelung in lothringischen und schwäbischen Klöstern der Salierzeit (1024–1125) (= Quellen und Abhandlungen zur mittelrheinischen Kirchengeschichte. Bd. 78). Selbstverlag der Gesellschaft für Mittelrheinische Kirchengeschichte, Mainz 1995, ISBN 3-929135-10-8.

Herausgeberschaften
- Bayern und die Protestanten. Pustet, Regensburg 2017, ISBN 978-3-7917-2867-4.
- Ludwig der Bayer (1314–1347). Reich und Herrschaft im Wandel. Schnell & Steiner, Regensburg 2014, ISBN 978-3-7954-2757-3.
- mit Werner Bomm, Verena Türck: Autorität und Akzeptanz. Das Reich im Europa des 13. Jahrhunderts. Thorbecke, Ostfildern 2013, ISBN 978-3-7995-0516-1.
- mit Eva Schlotheuber: Soziale Bindungen und gesellschaftliche Strukturen im späten Mittelalter (14.–16. Jahrhundert). Vandenhoeck & Ruprecht, Göttingen 2013, ISBN 978-3-525-37304-0.
- mit Alois Schmid: München, Bayern und das Reich im 12. und 13. Jahrhundert. Lokale Befunde und überregionale Perspektiven (= Zeitschrift für bayerische Landesgeschichte, Beiheft. Bd. 29). Beck, München 2008, ISBN 978-3-406-10670-5.
- mit Jürgen Dendorfer: Grafen, Herzöge, Könige. Der Aufstieg der frühen Staufer und das Reich (1079–1152) (= Mittelalter-Forschungen. Bd. 18). Thorbecke, Ostfildern 2005, ISBN 978-3-7995-4269-2 (Digitalisat).
- zusammen mit Gertrud Thoma: Von Sachsen bis Jerusalem. Menschen und Institutionen im Wandel der Zeit. Festschrift für Wolfgang Giese zum 65. Geburtstag. Utz, München 2004, ISBN 3-8316-0312-X.
- Vom kurfürstlichen Ort zur großen kreisangehörigen Stadt – die Geschichte Lahnsteins im 19. und 20. Jahrhundert. Selbstverlag der Stadt Lahnstein, Lahnstein 1999.